# Kerprich-aux-Bois
Kerprich-aux-Bois település Franciaországban, Moselle megyében. Lakosainak száma 192 fő (2022. január 1.). Kerprich-aux-Bois Barchain, Bébing, Diane-Capelle és Langatte községekkel határos.

## Népesség
A település népességének változása:
| Lakosok száma | 135  | 117  | 127  | 147  | 153  | 158  | 168  | 174  | 187  | 192  |
|               | 1968 | 1990 | 2006 | 2011 | 2015 | 2016 | 2018 | 2019 | 2021 | 2022 |